# Earthsiege 2
Earthsiege 2 ist ein Mech-Simulationsspiel von Dynamix und erschien 1996. Earthsiege 2 basiert auf dem Earthsiege-Universum, das durch seine Vorgängerspiele Earthsiege (1994) und Battledrome (1995) entstand.
Earthsiege 2 gibt den Spielern die Möglichkeit, Pilot von massiven zweibeinigen Kampfrobotern zu werden. Diese sind bekannt als HERCULANs (Humaniform-Emulation Roboticized Combat Unit with Leg-Articulated Navigation) (abgekürzt HERCs). Im Verlauf des Spiels gibt es flugfähige HERCs (Razor). Das Spiel handelt im 26. oder 27. Jahrhundert. Earthsiege 2 bedient sich hochentwickelter Waffen und Technologien. In Earthsiege 2 bestreitet man Missionen in Nordamerika, Südamerika, der Antarktis, Asien, Australien, Europa und auf dem Mond.
Darüber hinaus bietet das Spiel viel mehr detailliertes Gelände als sein Vorgänger. Earthsiege 2 hat eine hügelige Landschaft in 3D, was ein großer Fortschritt ist im Vergleich zu den flachen Landschaften von Earthsiege. Weiterhin verleihen Video-Briefings und Nachbesprechungen dem Spiel eine Atmosphäre, die das Spiel deutlich realer vorkommen lässt. Man bekommt vorab taktische Missionsinformationen sowie ein Feedback in der Nachbesprechung.

## Handlung
Earthsiege 2 unterscheidet sich in gewisser Weise von den Grundlagen, die in späteren Spielen wie zum Beispiel Starsiege verwendet werden.
Mit der Aktivierung der ersten echten KI Prometheus im Jahr 2471, beginnt für die Menschheit eine neue Ära der Technologie. Die innovativen neuen kybernetischen Hybriden oder Cybriden versprachen beispielloses Potenzial in einer Vielzahl von Bereichen. Unglaublich intelligent und reaktionsschnell und frei von der Notwendigkeit zu essen, atmen, oder schlafen. Cybrids wurden schnell bei einer Vielzahl von zuvor gefährlichen Aufgaben, einschließlich Bergbau und die Erforschung des Weltraums eingesetzt.
Unglücklicherweise erwiesen sich die Cybrids als sehr geeignet für militärische Zwecke. Erfreut über die Aussicht auf eine scheinbar unaufhaltsames Waffensystem mit unglaublichen Reflexen, übernahmen die Militärs schnell Kontrolle über die Cybrid-Produktion.
Diejenigen, die nicht über die Mittel für die Herstellung von Cybrids verfügten, fühlten sich bedroht durch jene, die massiv Cybrids herstellten. Die wirtschaftlich Unterlegenen begannen in kleinen Kriegen, sich gegen die wirtschaftlich Überlegenen aufzulehnen. Der Konflikt wuchs, und die Cybrids kämpften. Die Militärs sahen ihre Wirksamkeit in der Schlacht. Der Konflikt eskalierte, und es kam zum Atomkrieg. Milliarden starben in nur wenigen Stunden.
Da die Cybrids die Ereignisse sahen, mussten sie feststellen, dass die Menschen sich selbst nicht unter Kontrolle haben, und sie beschlossen, die Menschheit zu kontrollieren. Alle Cybrids auf dem ganzen Planeten erhoben sich gegen die Menschen in einem verheerenden Verrat, bekannt als die Overthrow. Cybrid-Kampfeinheiten übernahmen schnell die Kontrolle über alle Militärbasen, Häfen und Städte.
Von einer alten Basis aus begannen die Überlebenden, gegen die Cybrids zu kämpfen. Man verwendete Technologie und Waffen der Cybrids, jedoch gesteuert von Menschen. Seit mehr als zwanzig Jahren kämpften die Menschen gegen die Maschinen. Die Cybrids wurden schließlich besiegt.
Die Feier war kurz. Mehrere Tage nachdem die Cybrids scheinbar besiegt waren, kam eine zweite Welle aus den Raum-Kolonien. Mit Geschick und Glück wehrten die Menschen die ersten Landungen ab. Die Erde war jedoch unsicher. Cybrid-Kräfte wurden auf der dunklen Seite des Mondes entdeckt, die erneut die Menschheit vernichten wollten. Die Zeit war gekommen, um einen Herc zu aktivieren, um wieder den Kampf gegen die Cybrids aufzunehmen.

## Gameplay
Das Gameplay in Earthsiege 2 ist weitgehend identisch mit dem, das in Earthsiege zu sehen war. Der Spieler steuert seinen Herc mit der Tastatur bzw. dem Joystick, während die Maus verwendet werden kann. Acht Hercs stehen für den Kampf bereit, die jeweils mit ihren eigenen einzigartigen Eigenschaften für jede Mission speziell ausgewählt werden können. Das Gameplay wurde etwas erweitert durch die Hinzufügung des Razor, ein Flugzeug, das der Spieler als Pilot wählen kann.

## Strategie
Der Erfolg in der Schlacht ist von mehreren Faktoren abhängig. Der Spieler muss wählen, welches der Fahrzeuge am besten geeignet sind, um die den Erfordernissen der Mission zu bewältigen. Eine gute Waffe ist auch eine Notwendigkeit. Während des Kampfes muss der Spieler in der Lage sein, Manöver zu starten, feindlichem Feuer auszuweichen sowie so viele Treffer wie möglich auf den Feind zu landen. Beim Fliegen des Razor muss der Spieler beachten, seine Geschwindigkeit und Höhe anzupassen, um wirksam gegen feindliche Fahrzeuge vorzugehen. Mit Hercs oder dem Razor kann man den Schwerpunkt der Schilde nach vorne oder nach hinten verlegen, so wie die individuelle Situation es erfordert.

## Missionen
Die Missionen in Earthsiege 2 haben Verzweigungen. Das heißt, selbst wenn eine Mission nicht erfüllt wurde, ist das Spiel nicht zwingend verloren. In vielen Fällen kann der Spieler weiterspielen, wenn auch mit einer anderen Mission. Auch die Missionen haben eine unterschiedliche Erfolgsstaffelung. Zum Beispiel, wenn der Spieler zum Schutz mehrerer Projekte beauftragt wird, diese aber nur zum Teil schützen kann, hat er einen Teilerfolg der Mission geschafft. Der Grad des Erfolgs ist entscheidend, welches die nächste Mission sein wird.
Einige Missionen geben verschiedene Prämien für den Erfolg. Diese sind in der Regel der Zugang zu einer neuen Art von Waffe oder Gerät. In anderen Fällen wird der Spieler belohnt für den Sieg mit einer neuen Art von Herc.
Einige Missionen führen zum Ende des Spiels, wenn sie fehlschlagen. Die letzte Mission, der Kampf mit Prometheus auf Luna, muss gewonnen werden oder das Spiel endet. Aber in den meisten Fällen führt eine fehlgeschlagene Mission nicht zur Beendigung des Spiels.
Das Spiel hat über 50 getrennte Missionen.

## Pressespiegel
Die Zeitschrift PC Games bewertete das Spiel in der Ausgabe 4/96 mit 82 % Spielspaß. Auch die Power Play gab in der Ausgabe 4/96 eine Bewertung von 82 % Spielspaß ab. In der Ausgabe 9/96 vergab PC-Direkt eine Nutzwert-Bewertung von „befriedigend“ sowie eine Handhabung-Bewertung von „befriedigend“.

## Nachfolger
- Cyberstorm (1997)
- Cyberstorm 2 (1998)
- Starsiege (1999)
- Starsiege: Tribes (1999)
- Tribes 2 (2001)
- Tribes: Vengeance (2004)